# Trillium cernuum
Trillium cernuum е вид растение от семейство Melanthiaceae. Видът е незастрашен от изчезване.

## Разпространение
Trillium cernuum е разпространен в североизточните части на Северна Америка, от Нюфаундленд до южен Саскачеван и на юг до Северна Вирджиния и Айова. Среща се във влажни почви, както в широколистни, така и в иглолистни гори.